# Itampolo
Itampolo és una població i comuna (kaominina) situada al sud-oest de Madagascar. Pertany al districte d'Ampanihy, el qual és part de la Regió d'Atsimo-Andrefana. Tenia uns 32.000 habitants el 2001.
La seva economia està basada en l'agricultura i ramaderia. Els cultius més importants són la mandioca i les lleguminoses, a més de blat de moro i moniatos. La pesca ocupa el 15% de la població.